# Хасскарл, Карл Юстус
Карл Юстус Хасскарл (нем. Justus Karl Haßkarl или нем. Justus Carl Hasskarl, 6 декабря 1811 — 5 января 1894) — немецкий ботаник, натуралист (естествоиспытатель).

## Биография
Карл Юстус Хасскарл родился в городе Кассель 6 декабря 1811 года.
Он отправился на Яву и получил работу в Богорском ботаническом саду.
В 1852 году голландцы решили раздобыть семена цинхоны (хинного дерева) и выращивать её на Яве. Однако правительство Перу, опасаясь конкуренции, строго запрещало вывоз за границу семян и ростков хинных деревьев.
Голландцы решили пробраться за семенами в малодоступные горные районы Перу и тайно переправить их за границу. Поручить такое сложное и опасное дело можно было только опытному ботанику, который сумел бы отобрать нужные семена и в целости и сохранности доставить их на Яву. Выбор пал на Хасскарла, который к тому времени уже пятнадцать лет жил на Яве и работал в Богорском ботаническом саду.
Карл Юстус Хасскарл прибыл в Лиму, откуда он отправился в горные леса, где с опасностью для жизни добыл драгоценные семена и ростки. Ему удалось переправить их в Лиму, где его ждал помощник, сразу же переславший их в Панаму, чтобы затем доставить на Яву.
Однако в Панаме возникло непредвиденное осложнение, которое свело на нет все старания Хасскарла: по причине недоразумения семена и ростки пролежали в мешке почти полгода и погибли.
В 1854 году Карл Юстус Хасскарл снова отправился в Южную Америку. На этот раз он решил проникнуть через Перу на территорию Боливии. Он собрал очень много ценных ростков, которые были упакованы в специальные ящики, чтобы они не пострадали при перевозке, однако за время пути многие ростки увяли из-за жары и начали разлагаться. Из пятисот ростков, собранных в Боливии, уцелело только семьдесят пять, и лишь на шестнадцати из уцелевших сохранились зелёные листья. Эти ростки были посажены на восточном склоне яванской горы Геде.
Карл Юстус Хасскарл умер в городе Клеве 5 января 1894 года.

## Научная деятельность
Карл Юстус Хасскарл специализировался на папоротниковидных, Мохообразных и на семенных растениях.

## Научные работы
- Filices javanicae (Batavia 1856).
- Retzia observationes botanicae de plantis horti botanici Bogoriensis (Leiden 1856).
- Hortus Bogoriensis descr. seu Retziae editio nova (1. Teil, Amsterdam 1858; 2. Teil in  Bonplandia 1859).
- Neuer Schlüssel zu Rumphs Herbarium amboinense (Halle 1866).
- Horti malabarici Rheedeani clavis locupletissima (Dresden 1867).
- Commelinaceae indicae (Wien 1870).

## Почести
Род растений Hasskarlia Baill. был назван в его честь.